# Danny Williams (calciatore inglese 1924)
Daniel Williams, più conosciuto con il diminutivo Danny Williams (Maltby, 20 novembre 1924 – Newmarket, 3 febbraio 2019) è stato un allenatore di calcio e calciatore inglese, di ruolo centrocampista.

## Carriera

### Giocatore
Inizia a giocare nel 1943 al Rotherham Utd, con cui nel 1946, alla ripresa dei campionati dopo la Seconda guerra mondiale, esordisce nella terza divisione inglese, categoria che vince nella stagione 1950-1951. Dal 1951 al 1965, anno del suo ritiro, gioca poi ininterrottamente in questa categoria con i Millers, con cui tra l'altro ottiene alcuni dei migliori risultati nella storia del club, tra cui una finale persa in Coppa di Lega nella stagione 1960-1961 ed un terzo posto in classifica nella Second Division 1954-1955, in cui il club manca per un solo punto la sua prima storica promozione in prima divisione. Dal 1962 al 1965 è inoltre anche allenatore del club, con cui in 22 anni di permanenza (e con 19 campionati effettivi disputati) mette a segno complessivamente 21 reti in 461 partite di campionato.

### Allenatore
Dopo il già citato triennio al Rotherham United come giocatore ed allenatore, dalla stagione 1965-1966 si dedica esclusivamente a quest'ultimo ruolo, passando allo Swindon Town, club di terza divisione. Rimane alla guida del club per le successive quattro stagioni, per un totale di 222 partite allenate con un bilancio di 104 vittorie, 58 pareggi e 60 sconfitte; il quadriennio alla guida dello Swindon Town coincide tra l'altro con uno dei maggiori successi della storia del club, che nella stagione 1968-1969 vince la Coppa di Lega (primo trofeo maggiore della sua storia), oltre a conquistare la promozione in seconda divisione. Passa quindi allo Sheffield Weds, club di prima divisione, dove in 71 partite ufficiali ottiene 17 vittorie, 17 pareggi e 37 sconfitte, venendo esonerato nel gennaio del 1971 a seguito della retrocessione in seconda divisione subita al termine della stagione 1970-1971. Nel novembre dello stesso anno viene ingaggiato dal Mansfield Town, in terza divisione, dove conclude il suo primo campionato alla guida del club con una retrocessione, a causa del quartultimo posto (alla pari con Tranmere e York City, salve per il miglior quoziente reti) ottenuto. Nella stagione 1972-1973 e nella stagione 1973-1974 allena quindi gli Stags in quarta divisione: nella prima stagione conclude il campionato al sesto posto in classifica, a 2 soli punti dall'Aldershot quarto e promosso (oltre che, in generale, a 4 punti dal secondo posto in classifica), mentre nella stagione seguente si dimette nel mese di marzo, con la squadra che dopo il suo addio chiude il campionato al diciassettesimo posto in classifica.
Le dimissioni sono dovute al fatto che il giorno stesso fa ritorno allo Swindon Town, ultimo in classifica e praticamente già certo della retrocessione in terza divisione: il campionato si conclude poi effettivamente con un ultimo posto (a 6 punti di distacco dal Preston N.E. penultimo e a 10 punti dallo Sheffield Wednesday quartultimo e primo delle non retrocesse), ma di fatto Williams era stato ingaggiato esplicitamente con l'incarico di prepararsi a riconquistare la promozione nel successivo campionato di terza divisione. Nella Third Division 1974-1975 sfiora effettivamente il ritorno nella categoria superiore, concludendo il campionato al quarto posto in classifica a 2 punti dal Charlton terzo e promosso; nel campionato successivo in compenso i Robins sfiorano addirittura la retrocessione, che viene evitata per un solo punto. Nella Third Division 1976-1977 e nella Third Division 1977-1978 conquista invece 2 piazzamenti a metà classifica (rispettivamente un undicesimo ed un decimo posto), ed al termine della stagione 1977-1978 si dimette dall'incarico per restare in società come General Manager, incarico che ricopre fino al 1985. Nell'arco di 8 stagioni allo Swindon Town in complessive 449 partite ufficiali allenate ha conquistato complessivamente 191 vittorie, 119 pareggi e 139 sconfitte.

## Palmarès

### Giocatore

#### Competizioni nazionali
- Third Division North: 1

Rotherham United: 1950-1951

### Allenatore

#### Competizioni nazionali
- Coppa di Lega inglese: 1

Swindon Town: 1968-1969